# Mitologia hawajska
Mitologia hawajska – zespół wierzeń, mitów, legend i praktyk kultowych rdzennych Hawajczyków. Uważana jest za odmianę bardziej ogólnej mitologii polinezyjskiej, lecz o unikalnym dla niej charakterze, rozwijaną od kilkanaście stuleci przed rokiem około 1800, kiedy to król Kamehameha I zjednoczył hawajskie plemiona w Królestwo Hawajów. Mitologia hawajska związana jest ściśle z religią hawajską, systemem wierzeń reprezentujących piękno i tajemnicę świętych hawajskich tradycji. Religia została oficjalnie zniesiona w XIX w., ale jest podtrzymywana przez niektórych praktyków do dziś.

## Ważniejsze postacie i terminy mitologii hawajskiej
- ʻAumakua
- ʻElepaio
- Haikili
- Haumea
- Hiʻiaka
- Hina
- Huakaʻi pō lub ʻOiʻo
- Kahaʻi
- Kahōʻāliʻi
- Kalamainuʻu
- Kamapuaʻa
- Kā-moho-aliʻi
- Kanaloa
- Kāne
- Kāne-milo-hai lub Kāne-hekili
- Kapo
- Kapu
- Kaulu
- Kinilau
- Iao
- Kū (lub Kū-ka-ili-moku)
- Kumulipo
- Kupua
- Laka
- Lono
- Mana
- Kuula (rybie bóstwo)
- Māui
- Menehune
- Nāmaka
- Nuʻu
- Paʻao
- Pakaʻa
- Paliuli
- Pāpā
- Pele
- Ukupanipo
- Wahie Loa
- Wākea